# Кречет (скафандр)

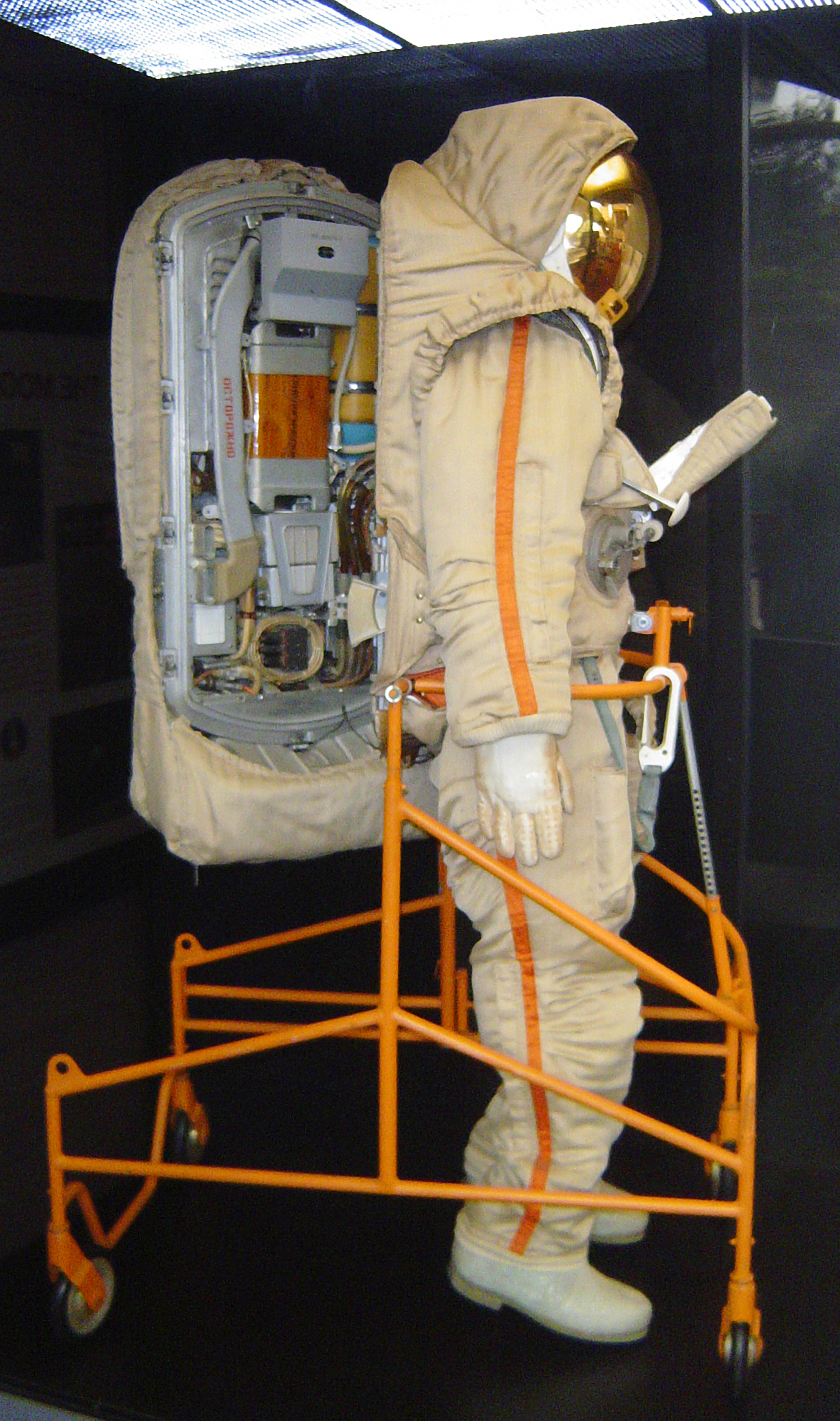
Фотография скафандра, выставленного в Национальном музее авиации и космонавтики в Вашингтоне, вид сбоку

«Кречет-94» — советский полужёсткий космический скафандр, разрабатывавшийся для экспедиции на Луну.

## История создания
В рамках советской лунной программы понадобилось создать скафандр, позволяющий достаточно длительное время работать непосредственно на Луне. Он имел название «Кречет» и стал прообразом скафандров «Орлан», которые используются сегодня российскими космонавтами для работы в открытом космосе.
По ряду причин полёт советского человека на Луну не состоялся, но скафандр для лунной экспедиции коллективом научно-производственного предприятия (НПП) «Звезда» был разработан. Для лунной экспедиции впервые в практике скафандростроения было решено создать скафандр полужёсткого типа с встроенной в крышку входного люка системой жизнеобеспечения, которая позволяла добиться высокого уровня безопасности космонавта на Луне.
Советская лунная программа предполагала пребывание на Луне одного космонавта (по сравнению с двумя в программе США) и 5-километровый переход на резервный корабль в случае невозможности осуществить взлёт с Луны на основном корабле. Поэтому разработчики должны были предполагать возможность такого перехода в условиях лунной гравитации (1/6 земной).

## Характеристики

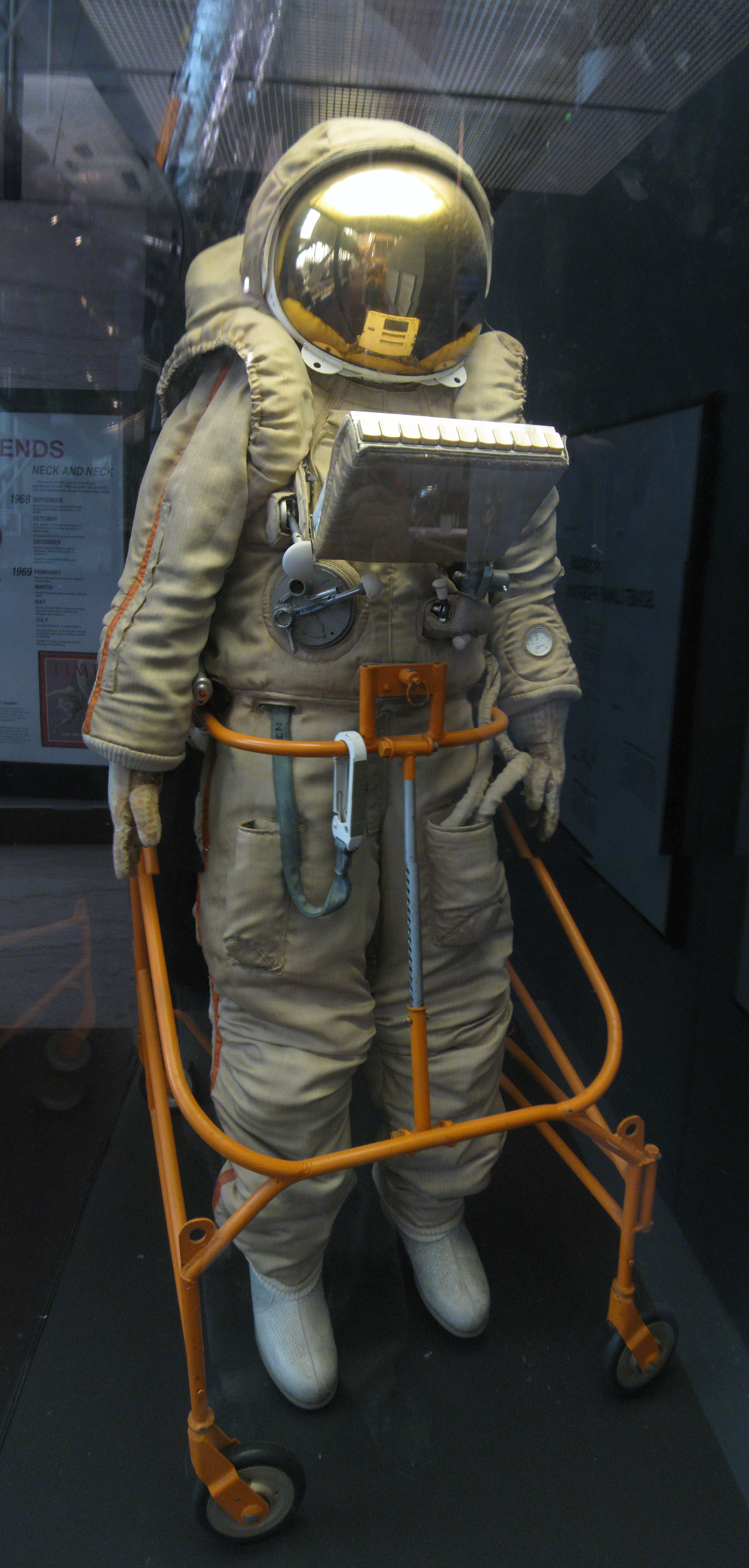
Фотография скафандра, вид спереди

«Кречет», как и его сегодняшний аналог скафандр «Орлан», представлял собой очень сложное устройство. Не он надевался на человека, а наоборот, человек входил в скафандр — для этого в задней части данной конструкции предусмотрен люк. В «Кречете» имелась система специальных растяжек и фиксаторов, необходимых для обеспечения неподвижности человека во время манёвров, поскольку при малой массе лунного корабля смещение центра тяжести всего аппарата из-за неловкого движения космонавта могло повлечь за собой весьма серьёзные неприятности.
Ранее в НПП «Звезда» уже были созданы скафандры двух типов, но этот — третий — предназначался для исторической цели: высадки человека на Луне. Предварительные исследования позволили сформулировать обязательный набор возможностей для этого устройства, которое из-за сложности стало настоящим инженерным сооружением — самостоятельным космическим модулем для одного человека. В скафандре исследователь Луны должен был сохранить такие двигательные и рабочие способности, которые на Земле считаются элементарными. Например, перемещаться по лунной поверхности — с учётом того, что «прогулки» могут совершаться на разном рельефе; иметь возможность встать на ноги в случае падения, осуществлять контакт с лунным грунтом, температура которого колеблется в очень широких пределах (от −130 до +160 °C); работать с приборами, собирать образцы лунных пород и осуществлять примитивное бурение. Космонавты должны были иметь возможность подкрепиться специальной жидкой пищей, а также выводить из скафандра мочу. Словом, вся система жизнеобеспечения рассчитывалась на более тяжёлые условия работы, чем те, что существовали во время орбитальных выходов исследователей.
В результате проектно-конструкторские усилия увенчались созданием экспериментального «скафандра для выхода» (СКВ). После утверждения программы советской лунной экспедиции пришлось выбирать между двумя вариантами. Первый из них имел комбинезон «мягкого» типа со съёмным ранцем, разработкой которого руководил известный конструктор С. П. Уманский. Другой, созданный под руководством А. Ю. Стоклицкого, имел так называемый «полужёсткий» комбинезон, а вместо ранцевой — встроенную систему жизнеобеспечения. Победила вторая версия, базой для которой послужил СКВ.
«Победитель» отличался от всех соперников не только внутренней «начинкой» из разных систем, он даже внешне был необычным. Ввиду особенностей конструкции к нему стало неприменимым привычное выражение «надеть скафандр», которое пришлось заменить более подходящим — «войти в скафандр». «Кречет» был подобен домику, в который космонавт входил через дверцу — люк на спине скафандра. В «двери» размещалась система жизнеобеспечения. Спереди — на торсовой части кирасы — располагался иллюминатор выпуклой формы с зеркальным покрытием. Кроме того, спереди на кирасах находились рычажки управления системой скафандра и фланцы для крепления нижней мягкой части скафандра и присоединения рукавов.
Также на поясе существовал так называемый «обруч», предназначением которого было помочь космонавту подняться, если он упадёт. Поскольку во время экспедиции комплекса Н1-Л3 на Луне мог находиться только один космонавт, то соответственно помощи ему ждать было неоткуда. Поэтому «обруч» позволял ему самостоятельно перевернуться на живот и подняться.

## Разработка и испытания
До 1969 года полный цикл испытаний прошли два варианта скафандров для лунной экспедиции: «Кречет» — для выхода на другую планету и «Орлан» — для орбитальной работы. Системы «Кречета» обеспечивали рекордно автономное пребывание человека на Луне — до 10 часов, в течение которых исследователь мог совершать работы с большими физическими нагрузками. Для терморегуляции использовали костюм водяного охлаждения. Было создано 2 контура: контур циркуляции и регенерации воздушной среды внутри скафандра, а также запас кислорода для компенсации утечек и контур водяного охлаждения.
Наряду с созданием полужёсткого «лунного» скафандра был создан оригинальный стенд, достоверно имитировавший лунные условия и физически была продемонстрирована возможность совершения 5-километрового лунного перехода космонавта в скафандре, причём физическая нагрузка при этом не превышала допустимых пределов. Опыт создания лунного скафандра не пропал даром, он лёг в основу разработки скафандра для обслуживания орбитальных станций.
Для испытания скафандра был построен полномасштабный макет лунного корабля, на котором проводились разные пробы и тренировки экипажа. Чтобы имитировать лунную гравитацию, которая в 6 раз меньше земной, была построена специальная наклонная башня. Человек ходил по её внешней стене, составляя с вертикалью угол приблизительно 30 градусов. При этом земное тяготение «тянуло» вниз и забирало большую часть веса (чтоб не упасть, человек в «Кречете» перед этими операциями подвешивался на трос), а на упор ногами оставалась лишь шестая часть веса, что и обеспечивало «лунные условия». Поскольку скафандр получился достаточно большим, пришлось заново разрабатывать и люк. По этой же причине размещение приборов и агрегатов лунной кабины также согласовывалось с местом расположения человека (опять-таки для сохранения центра масс).
«Кречет» имел собственные системы радиосвязи, телеметрии, устройство обеспечения питьевой водой и удаления жидких отходов. Однако, к большому сожалению всех участников советской лунной программы, она была закрыта, несмотря на полную готовность скафандров к экспедиции.
Если в лунной гонке победили американцы, то в области развития космических станций безусловным лидером считался Советский Союз. И тут весьма пригодился опыт создания полужёсткого скафандра.

## Наследие лунного скафандра
Когда в 1969-м начались работы по первой орбитальной станции, одной из важнейших выявилась проблема длительного использования и хранения скафандра на борту без возвращения на Землю. Полужёсткий тип скафандра наиболее приспособлен для внекорабельной деятельности, связанной с обеспечением эксплуатации долгосрочной орбитальной станции. Полужёсткие скафандры со встроенными автономными системами обеспечения жизнедеятельности оптимальны для многоразовой и длительной работы в открытом космосе.
В дальнейшем было выполнено несколько модификаций типа скафандра «Орлан». Все они обладают рядом преимуществ, что обеспечивает их успешное использование при длительных космических полётах. К ним можно отнести быстрое самостоятельное надевание-снятие, использование одного типоразмера скафандра для космонавтов с разными антропометрическими данными, возможность обслуживания на орбите без возвращения на Землю, простоту замены сменных и вышедших из строя элементов.
Самым сложным стало длительное сохранение воды, циркулирующей в гидросистеме, которая обеспечивала нужный тепловой баланс в открытом космосе. Наконец, трудности были устранены с помощью технологий ионизации воды серебром и благодаря новейшим неметаллическим материалам, из которых изготовлялись патрубки, разъёмы и другие элементы гидросистемы.
Любые космические устройства, созданные по специальным, часто уникальным, технологиям с использованием редких конструкционных материалов, неимоверно дороги. Хотя, как правило, доступными для общества становятся лишь общие показатели затрат на тот или иной проект. Что же касается стоимости комплектующих, конкретных систем или агрегатов, то по этому поводу их создатели обычно хранят молчание. Поэтому цену, в которую обходится приобретение, например, одного «Орлана-М», назвать нельзя. Есть, правда, сведения об аналогичной американской продукции. Так, современный скафандр астронавтов НАСА, близкий по характеристикам к «Орлану-М», стоит 12—15 млн долларов.